# Bapara
Bapara (łac. Diocesis Baparensis) – stolica historycznej diecezji we Cesarstwie rzymskim w prowincji Mauretania Cezarensis, zlikwidowana w VII w. podczas ekspansji islamskiej, współcześnie w północnej Algierii. Obecnie katolickie biskupstwo tytularne. 

## Biskupi tytularni
| Lp. | Biskup                     | Funkcja                                                             | Od                | Do               |
| --- | -------------------------- | ------------------------------------------------------------------- | ----------------- | ---------------- |
| 1   | Javier Miguel Ariz Huarte  | wikariusz apostolski Puerto Maldonado biskup pomocniczy Limy (Peru) | 21 lutego 1952    | 30 września 1995 |
| 2   | Rafael Ramón Conde Alfonzo | biskup pomocniczy Caracas (Wenezuela)                               | 2 grudnia 1995    | 21 sierpnia 1997 |
| 3   | Richard Garcia             | biskup pomocniczy Sacramento (USA)                                  | 25 listopada 1997 | 19 grudnia 2006  |
| 4   | Jacob Barnabas Aerath      | wizytator apostolski                                                | 7 lutego 2007     | 26 marca 2015    |
| 5   | Valentin Dimoc             | wikariusz apostolski Bontoc-Lagawe (Filipiny)                       | 6 maja 2015       |                  |